# Nyctimene major
Nyctimene major (Dobson, 1877) è un pipistrello appartenente alla famiglia degli Pteropodidi, endemico dell'Arcipelago delle Bismarck e delle Isole Salomone, di alcune isole lungo la costa di Papua Nuova Guinea.

## Descrizione

### Dimensioni
Pipistrello di medie dimensioni, con lunghezza dell'avambraccio tra 69 e 85,5  mm, la lunghezza della testa e del corpo tra 90 e 138 mm e la lunghezza della coda tra 18 e 29 mm, un peso fino a 100 g e un'apertura alare fino a 62,7 cm.

### Aspetto
La pelliccia è densa e lanosa. Il colore del dorso e della testa è generalmente grigio-brunastro con la base dei peli più scura, mentre le parti ventrali variano dal grigio-brunastro chiaro al fulvo-olivastro scuro. Le femmine sono più scure. Lungo la spina dorsale è presente una sottile banda bruno-nerastra ben distinta. Il muso è corto, tozzo e largo, gli occhi sono grandi. Le narici hanno la forma di due piccoli cilindri che si estendono ben oltre l'estremità del naso e sono spesso ricoperte di macchie gialle. Le orecchie sono ricoperte esternamente di macchie giallognole. Le membrane alari sono attaccate alla prima falange del secondo dito del piede. Gli artigli sono marroni scuri. La coda è corta e si estende completamente fuori dall'uropatagio, il quale è ridotto ad una sottile membrana lungo la parte interna degli arti inferiori. La sottospecie più piccola è N.m. lullulae mentre N.m. major è la più grande.

## Biologia

### Comportamento
Si rifugia singolarmente od in piccoli gruppi nella vegetazione.

### Alimentazione
Si nutre di fichi e di baccelli di Gymnostoma papuanum.

### Riproduzione
Femmine gravide sono state osservate da agosto a novembre mentre altre che allattavano sono state osservate tra dicembre e gennaio.

## Distribuzione e habitat
Questa specie è diffusa nell'Arcipelago delle Bismarck, nelle Isole Salomone e in alcune isole lungo la costa di Papua Nuova Guinea.
Vive nelle foreste primarie tropicali di pianura fino a 900 metri di altitudine e può essere osservata anche in foreste secondarie, piantagioni e giardini.

## Tassonomia
Sono state riconosciute 4 sottospecie:
- N.m.major: Arcipelago delle Bismarck: Nuova Britannia, Nuova Irlanda, Isola del Duca di York, Karkar, Kadovar, Bagabag, Sakar;
- N.m.geminus (Andersen, 1910)): Isole di D’Entrecasteaux: Isola Fergusson, Goodenough, Isola Normanby; Isole Trobriand: Alcester, Kiriwina; Isole Louisiade: Misima, Tagula, Rossel, Sideia;
- N.m.lullulae (Thomas, 1904)): Woodlark;
- N.m.scitulus (Andersen, 1910)): Isole Salomone: Bougainville, Shortland, Choiseul, Kolombangara, Nuova Georgia, Rendova, Vangunu, Kerehikapa, Santa Ysabel, San Jorge, Isole Russell, Guadalcanal, Nggela, Rennell, Malaita.

Altre specie simpatriche dello stesso genere: N. albiventer, N. malaitensis.

## Conservazione
La IUCN Red List, considerato il vasto areale e la popolazione numerosa, classifica N. major come specie a rischio minimo (Least Concern)).